# Honour Your Friends
Honour Your Friends är Monsters debut-EP, utgiven på Deaf & Dumb Records 1995. Skivan finns även inkluderad i sin helhet på samlingsalbumet A Brief History of Monster (1998).

## Låtlista[1]
1. "The Boots, the Haircut"
2. "Longest Line"
3. "Bright Citizen"
4. "No Factory"
5. "Fragrance of Luxury"

## Personal[1]
- Eric Thunfors - formgivning
- Krille - bas
- Glenn Sundell - trummor
- Peder - gitarr, sång
- Per Nyström - orgel
- Manne Lindvall - fotografi
- Alex - saxofon
- Viktor Brobacke - trombon
- Anders Wendin - sång, gitarr
- Pelle Gunnerfeldt - producent